# Målingen
Målingen – krater uderzeniowy w Szwecji.
Wiek krateru został oceniony na 458 milionów lat, czyli powstał on w ordowiku. Powstał w skałach osadowych pokrywających podłoże krystaliczne. Krater o średnicy 700 m został utworzony przez uderzenie niewielkiej planetoidy o średnicy ok. 150 m, która trafiła w dno morza epikontynentalnego, pokrywającego w ordowiku tę część Bałtyki.
Krater Målingen powstał jednocześnie z większym kraterem Lockne, oddalonym o 16 km. Kratery utworzył upadek planetoidy podwójnej o składzie chondrytowym, której większy składnik miał średnicę ok. 600 m. Planetoidy te powstały na skutek rozbicia ciała macierzystego ok. 470 milionów lat temu. W zbliżonym czasie na Ziemi powstało kilka innych kraterów, które mogły również powstać wskutek tego zdarzenia. Na tarczy fennoskandzkiej są to: Kärdla, Granby, Tvären i Hummeln; kilka innych kraterów z tego okresu znanych jest także z Ameryki Północnej. Na razie brak jednak dowodów na wspólne pochodzenie ciał, które utworzyły te kratery.